# Mariä Geburt (Lebenhan)

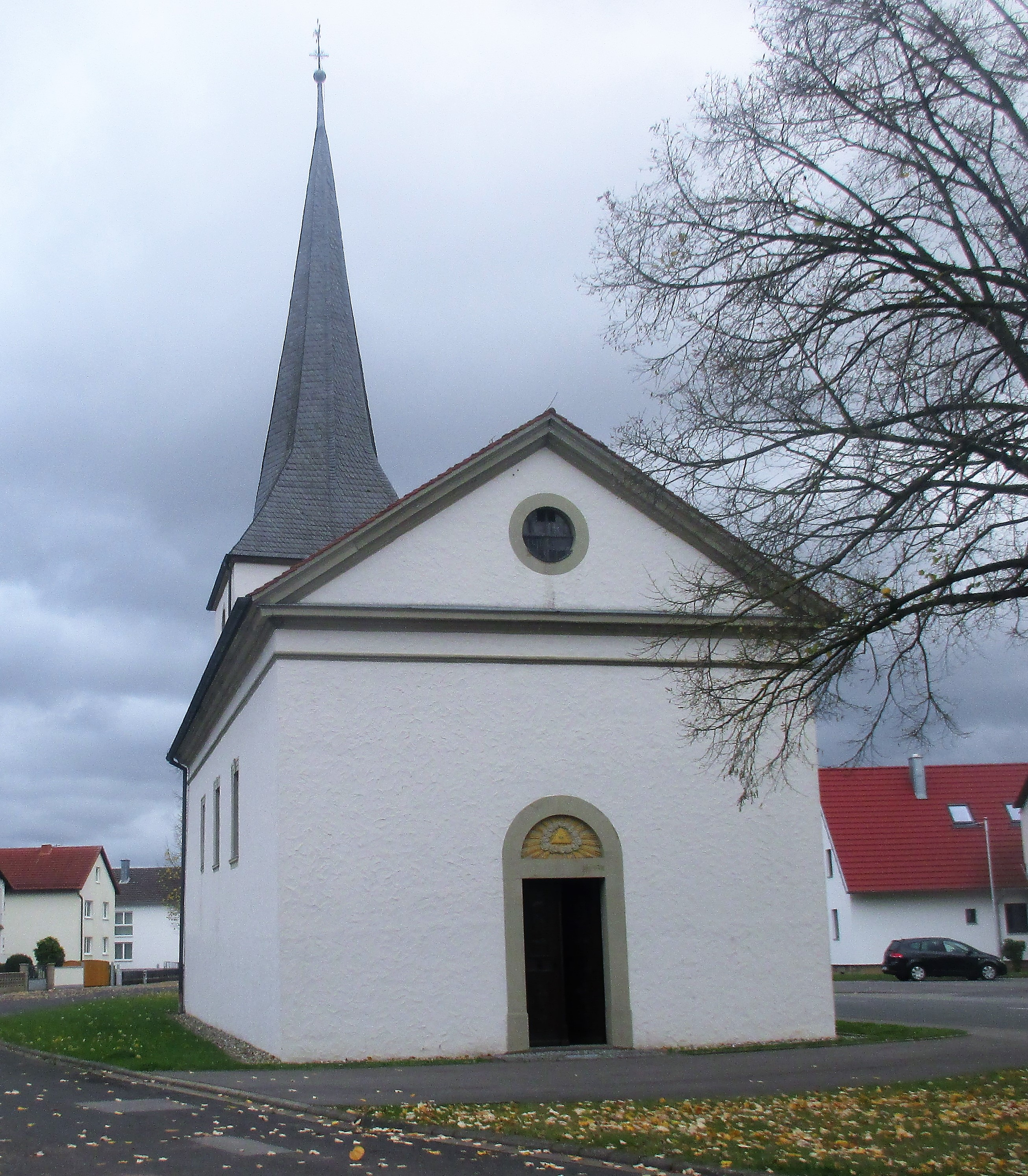
Die Kirche in Lebenhan

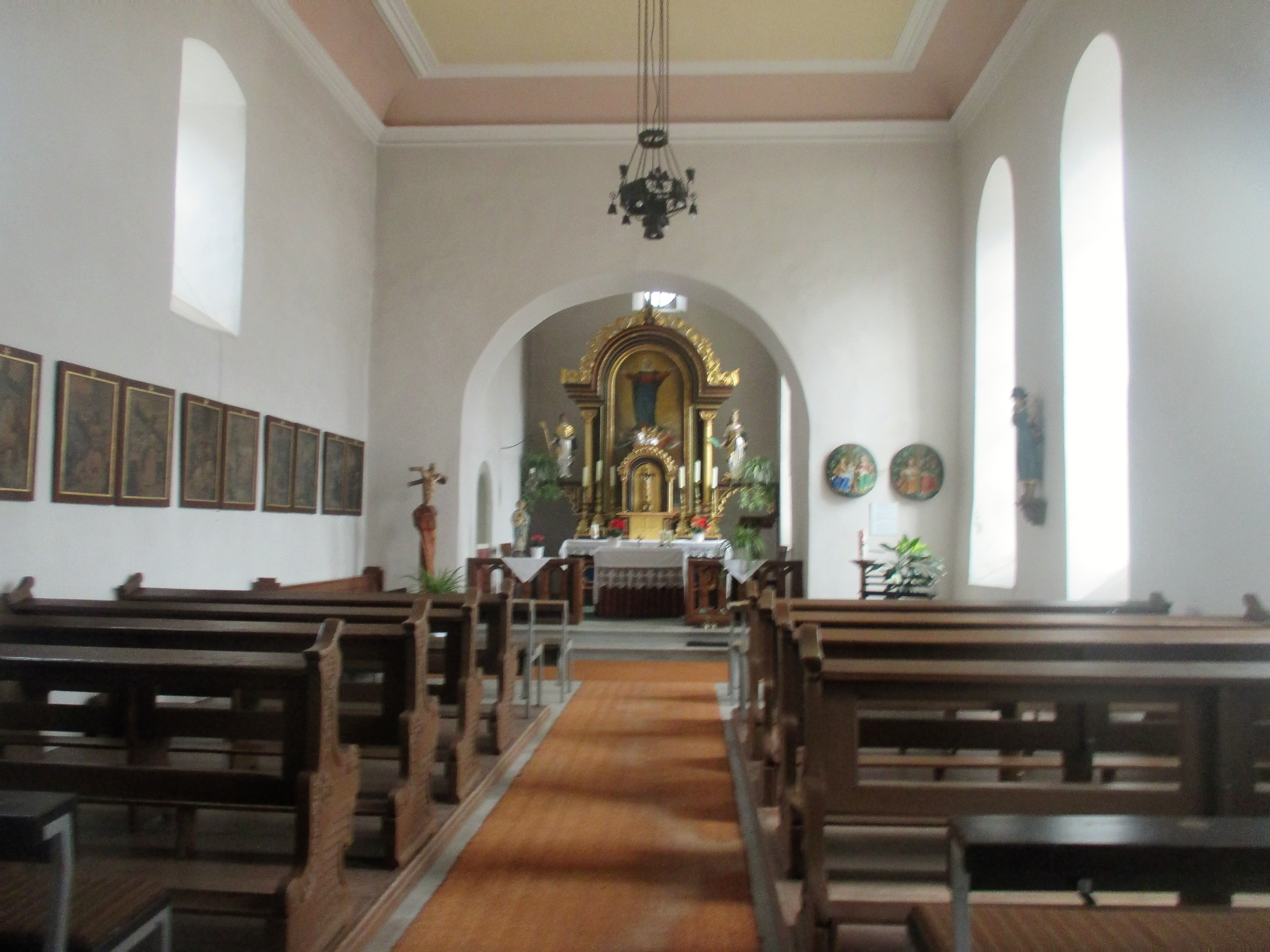
Innenraum der Kirche

Die römisch-katholische Kuratiekirche Mariä Geburt ist die Dorfkirche von Lebenhan, einem Stadtteil von Bad Neustadt an der Saale im unterfränkischen Landkreis Rhön-Grabfeld. Die Kirche gehört zu den Baudenkmälern von Bad Neustadt an der Saale und ist unter der Nummer D-6-73-114-205 in der Bayerischen Denkmalliste registriert. Die Kuratie Lebenhan ist ein Teil der Pfarreiengemeinschaft St. Martin Brend.
In den Jahren 1970/71 entstand als zweite Kirche des Ortes die neue Mariä-Geburt-Kirche unter dem gleichen Patrozinium.

## Geschichte
Lebenhan gehörte seit jeher zur Pfarrei Brend, der Urpfarrei dieses Gebietes. Die Kirche ist im Kern mittelalterlich und wurde im Jahr 1748 erneuert.

## Beschreibung
Der Kirchturm steht als Chorturm im Osten. Er hat einen spitzen Helm und rundbogige Schallfenster. Sein Untergeschoss ist der Chorraum, den ein runder Chorbogen vom Langhaus trennt. Das Langhaus besitzt an der Südseite fünf rundbogige Fenster und an der Nordseite drei Segmentbogenfenster. Die westliche Wand des Langhauses schließt mit einem Dreiecksgiebel ab.

## Ausstattung
Der zweisäulig aufgebaute Hochaltar mit Seitenfiguren ist der einzige Altar der Kirche. Das Altarbild über dem Tabernakel stellt vermutlich die Muttergottes dar.